# Henriettea lateriflora
Henriettea lateriflora là một loài thực vật có hoa trong họ Mua. Loài này được (Vahl) R.A. Howard & E.A. Kellogg mô tả khoa học đầu tiên năm 1986.